# Alzira Soriano
Alzira Soriano, född 1887, död 1963, var en brasiliansk politiker.
Hon valdes 1928 till borgmästare i Lajes, Rio Grande do Norte och den första kvinnliga borgmästaren i Brasilien.  